# Marituba
Marituba est une ville brésilienne de l'État du Pará. Sa population était estimée à 132 783 habitants en 2006. La municipalité s'étend sur 103 km2.

## Toponymie
Le nom Marituba signifie « Lieu riche en maris » en nheengatu, une langue tupi. Le mot mari (ou umari (pt)) désigne les fruits, comestibles, de l'arbre Poraqueiba sericea (en) (de la famille des Icacinacées), et tuba un lieu riche, abondant.

## Maires
| Période | Période | Identité       | Étiquette | Qualité |
| ------- | ------- | -------------- | --------- | ------- |
| 2009    | 2012    | Bertoldo Couto | PPS       |         |